# 阿基姆·伊布萊米
阿基姆·伊布萊米（1988年8月29日—）是一位北馬其頓足球運動員。在場上的位置是中場。他現在效力於阿爾巴尼亞足球超級聯賽球隊地拉那戴拿模體育會。他也曾在2014年代表馬其頓國家足球隊參賽。